# Per-Egil Flo
Per-Egil Flo (* 18. ledna 1989, Stryn, Norsko) je norský fotbalový obránce a reprezentant, od ledna 2017 hráč klubu SK Slavia Praha. Hraje převážně na kraji obrany.
Jeho strýcem je bývalý norský reprezentant Håvard Flo a dalšími příbuznými jsou Jostein Flo a Tore André Flo, kteří také nastupovali v norském národním týmu.

## Klubová kariéra
V Norsku hrál profesionálně za týmy Sogndal Fotball a Molde FK.
S mužstvem Molde FK vyhrál dvakrát norský fotbalový pohár (2013, 2014) a jednou norskou nejvyšší ligu (2014).
V lednu 2017 přestoupil do českého klubu SK Slavia Praha. V sezóně 2016/17 získal se Slavií titul mistra nejvyšší české soutěže.
V polovině července 2018 přestoupil do švýcarského klubu FC Lausanne.

## Reprezentační kariéra
Per-Egil Flo nastupoval v norských mládežnických reprezentacích od kategorie U15.
V A-mužstvu Norska debutoval 27. 8. 2014 v přátelském utkání ve Stavangeru proti reprezentaci Spojených arabských emirátů (remíza 0:0).